# Calymmaderus oblongus
Calymmaderus oblongus é uma espécie de insetos coleópteros polífagos pertencente à família Anobiidae.
A autoridade científica da espécie é Gorham, tendo sido descrita no ano de 1883.
Trata-se de uma espécie presente no território português.